# Hedy d'Ancona
Hedwig "Hedy" d'Ancona ( pronunciación en neerlandés: /ɦɛdʋɪx ɦeːdi dɑŋkoːnaː/ ;  La Haya, 1 de octubre de 1937) es una socióloga, activista feminista y política holandesa del Partido Laborista (PvdA). Ha sido senadora (1974-1981) y (1982-1983) y eurodiputada (1984-1989) y (1994-1999). Entre julio de 1994 y febrero de 1997 fue vicepresidenta del Grupo Parlamentario del Partido Socialista Europeo. En septiembre de 1981 asumió el puesto de Secretaria de Estado para la emancipación hasta mayo de 1982 en el gobierno de Lubbers III y Ministra de Bienestar, Salud Pública y Cultura en el gabinete de Lubbers III (1989-94).
Como activista feminista es especialmente conocida como cofundadora con Joke Smit del grupo Hombre Mujer Sociedad en 1968 y trabajó como editora en jefe de la revista feminista Opzij desde noviembre de 1972 hasta septiembre de 1981. Desde abril de 1995 hasta junio de 2004, d'Ancona fue presidenta de Oxfam Novib (Oxfam Países Bajos). Durante parte de su mandato asumió también la vicepresidencia de Oxfam Internacional. 

## Trayectoria
D'Ancona estudió en la Universidad de Amsterdam. Se licenció en Ciencias Sociales en junio de 1958 y se graduó en 1962. Trabajó como productora de televisión para VARA desde 1962 a 1965 y como investigadora en geografía social en la Universidad donde estudió desde 1965 hasta noviembre de 1972.

### Activismo feminista
Es en este periodo cuando empieza su activismo feminista por el que es especialmente conocida. Fue cofundadora con Joke Smit en los inicios de la segunda ola del feminismo, de uno de los grupos pioneros, Sociedad Hombre Mujer en octubre de 1968 y en 1972 fue cofundadora de la revista feminista Opzij de 1972 donde trabajó como editora en jefe hasta 1981. Un compromiso feminista que mantiene durante toda su trayectoria como política. En 2015 D'Ancona realizó una conferencia analizando la evolución de las reivindicaciones invitada por la Fundación George Mosse bajo el título Voorbij de M/V-maatschappij? (¿Más allá de la sociedad M/F?).

### En la política
De 1974 a 1981 fue miembro de la primera cámara del parlamento holandés, por el Partido Laborista. Fue elegida miembro del Senado en las elecciones al Senado de 1974, y asumió el escaño el 17 de septiembre de 1974 liderando la comisión parlamentaria de Vivienda y Ordenación del Territorio y la comisión parlamentaria de Cultura, Recreación y Trabajo Social además de ser portavoz de Emancipación e Igualdad de Género. En 1981 tras las elecciones de 1981, d'Ancona fue nombrada Secretaria de Estado de Asuntos Sociales y Empleo en el Gabinete Van Agt II, asumiendo el cargo el 11 de septiembre de 1981 hasta finalizar el mandato en 1962. 
Regresó al Senado tras la renuncia de  Clovis Cnoop Koopmans, el 31 de agosto de 1982 liderando y siendo portavoz de  Salud, Emancipación, Igualdad de Género y Aborto . En junio de 1983, d'Ancona anunció que no se presentaría a su reelección y terminó la legislatura.
Fue elegida diputada al Parlamento Europeo tras la Elecciones al Parlamento Europeo de 1984, tomando posesión  el 24 de julio de 1984. Después de las elecciones de 1989, d'Ancona fue nombrada ministra de Bienestar, Salud y Cultura en el Gabinete Lubbers III, asumiendo el cargo el 7 de noviembre de 1989. En abril de 1994, d'Ancona anunció que no se presentaría a las elecciones de 1994, pero que quería regresar al Parlamento Europeo. El 16 de julio de 1994, d'Ancona renunció como Ministra de Bienestar, Salud y Cultura después de ser elegida nuevamente miembro del Parlamento Europeo, en el cargo desde el 19 de julio de 1994 hasta el 20 de julio de 1999. Entre julio de 1994 y febrero de 1997 fue vicepresidenta del Grupo Parlamentario del Partido Socialista Europeo.

### En el Gobierno
De 1989 a 1994 fue Ministra de Salud, Bienestar y Cultura (actualmente conocida como Ministerio de Salud, Bienestar y Deportes, ya que la responsabilidad de la cultura se transfirió al Ministerio de Educación, Ciencia y Cultura reorganizado en 1994). Asumió la  Secretaria de Estado de Asuntos Sociales y Empleo para temas relacionados con la liberación de la mujer . También sirvió en el Parlamento Europeo y en la primera cámara del parlamento holandés, por el Partido Laborista.

### Oxfam

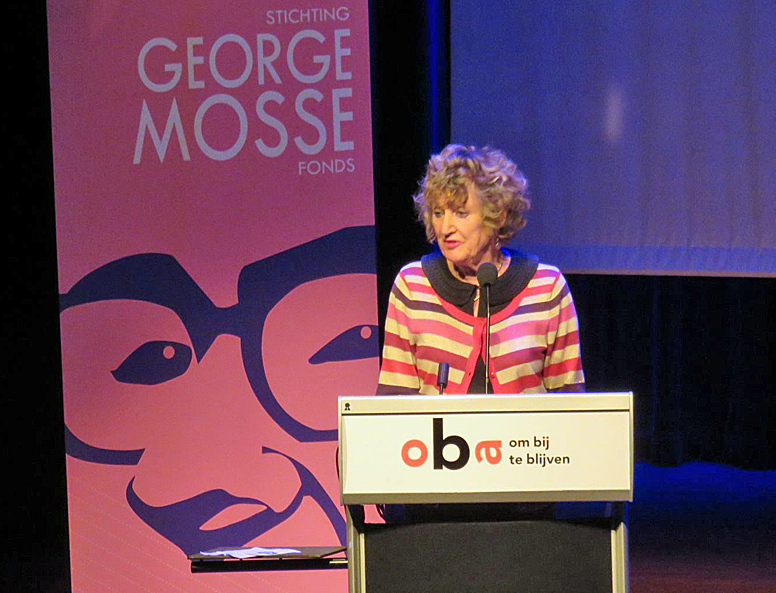
Hedy d'Ancona en la Fundación George Mosse en 2015

Desde abril de 1995 hasta junio de 2004, d'Ancona fue presidenta de Oxfam Novib (Oxfam Países Bajos), y vicepresidenta de Oxfam Internacional durante parte de su mandato. También ha participado en la lucha por la legalización del momento autoelegido para morir de las personas mayores.

## Premios y reconocimientos
En 1992, Hedy d'Ancona recibió el Harriet Freezerring, un premio en reconocimiento a la lucha por la liberación de la mujer, otorgado por la publicación mensual Opzij que ella fundó. 
En 1994, fue nombrada Caballero de la Orden del León de los Países Bajos.
En 2002, ganó el Aletta Jacobsprijs, un premio por la defensa de la emancipación de la mujer que otorga la Universidad de Groningen cada dos años.

## Condecoraciones
| Honores           |                                                     |              |                      |                                                |
| Barra de la cinta | Honor                                               | País         | Fecha                | Comentario                                     |
|                   | Comendador de la Orden del León de los Países Bajos | Países Bajos | 8 de octubre de 1994 | Elevado de Caballero (9 de septiembre de 1982) |